# Ready for Freddy (Dance-Floor-Medley)
Ready for Freddy (Dance-Floor-Medley) ist das 44. Extended-Play-Album des österreichischen Schlagersängers Freddy Quinn, das 1992 im Musiklabel Koch International auf Schallplatte (Nummer 146.053) und Compact Disc (Maxi-Single, Nummer 356 053) in Österreich veröffentlicht wurde. Der Vertrieb geschah unter der Rechtegesellschaft Austro Mechana.

## Schallplattenhülle
Auf der Schallplattenhülle bzw. der CD-Hülle ist Freddy Quinn zu sehen. Sein Kopf ist schwarz-weiß und seine Kleidung ist mit türkisen, roten, weißen und grauen Farbflächen übermalt.

## Musik
Der Tonträger beinhaltet Lieder, die Freddy Quinn im Laufe seiner Karriere bereits veröffentlicht hatte, darunter einige seiner bekanntesten Stücke wie Heimatlos oder Die Gitarre und das Meer. Dieses Album wurde von Andreas Roll und Georg Roll arrangiert.

## Titelliste

### Schallplatte
Die Schallplatte beinhaltet folgende neun Titel:
- Seite 1 – Ready for Freddy (Radio-Edit)

1. Heimatlos
2. Heimweh
3. La Guitarra Brasiliana
4. Du musst alles vergessen

- Seite 2 – Ready for Freddy (Club-Mix)

1. Heimatlos
2. Heimweh
3. Die Gitarre und das Meer
4. La Guitarra Brasiliana
5. Du musst alles vergessen

### Compact Disc
Die Maxi-Single beinhaltet folgende vier Titel:
1. Ready for Freddy (Radio-Edit)
2. Ready for Freddy (Club-Mix)
3. The Quinny Piano Mix (Instrumental)
4. The Mighty Quinn Cut (Instrumental)